# Луцько Богдан Вікторович
Богда́н Ві́кторович Луцько́ (1981—2014) — сержант Збройних сил України, учасник російсько-української війни.

## Життєпис
Народився 1981 року в селі Гульськ (Новоград-Волинський район, Житомирська область). Також місцем народження зазначається Селець Народицького району Житомирської області; а після вибуху на Чорнобильській АЕС переїхали в село Гульськ. Закінчив гульську школу. Вступив до Рогачівського технікуму, але не закінчив — був призваний до лав Збройних Сил України. Демобілізувався; створив родину.
У часі війни — доброволець; кулеметник, 30-та окрема механізована бригада.
5 серпня 3 БМП та 1 танк зайняли висоту поблизу Никифорового, керував блокпостом старший лейтенант Артем Абрамович, ще за кілька кілометрів розміщено ще два блокпости.
12 серпня на блокпост лейтенанта Абрамовича відійшли 1 танк і 2 БМП з сусіднього блокпоста. Із штабом зв'язатися не вдалося. Після «наради лейтенантів» вирішили прориватися до своїх на Міусинськ, куди й прибули. Старший лейтенант, що керував у Міусинську, наказав повернутися на висоту та захищати тил бригади.
Після зайняття попередньої позиції побачили, як з півдня почався обстріл «Градами», проте ракети пролетіли далі. Почала стріляти ворожа артилерія. Запросивши в штабу артилерійську допомогу, почули відповідь: «Снарядів немає». Незабаром на блокпост вийшли 4 танки, перший з яких був Т-64 з білими смугами, як в українських, з другого напрямку наступала піхота терористів. Після перших пострілів у одного танка заклинило гармату, на той час уже були підбиті 2 БМП. Абрамович наказав підлеглим відходити, сам лишився прикривати відступ.
12 серпня 2014 року танк Т-64, екіпаж якого: старший лейтенант Артем Абрамович — командир танку, сержант Ярослав Антонюк — механік-водій, та солдат Петро Барбух — навідник, вступив у двобій з російським Т-72. У двобої танки таранили одне одного. Український екіпаж відтоді вважався зниклим безвісти. У бою знищено 2 танки Т-72, українські сили втратили Т-64 — Абрамович, Антонюк, Барбух та БМП-2 — загинули прапорщик Дмитро Руденко та сержант Богдан Луцько.
Група, яку прикривав екіпаж Абрамовича, дісталася до Міусинська. Більшість учасників бою залишилися живими та повернулися додому.
24 листопада 2014-го рештки знайшли на полі бою пошуковці Місії «Евакуація-200» («Чорний тюльпан») і привезли до Запоріжжя.
Упізнаний за експертизою ДНК, похований 11 вересня 2015-го в селі Гульськ.
Без Богдана лишилися батьки, дружина Ольга, донька Богдана 2003 р.н. та син Олександр 2006 р.н.

## Нагороди та вшанування
За особисту мужність, сумлінне та бездоганне служіння Українському народові, зразкове виконання військового обов'язку відзначений — нагороджений
- 15 вересня 2015 року — орденом «За мужність» III ступеня (посмертно).
- Вшановується на щоденному ранковому церемоніалі вшанування українських захисників, які загинули цього дня у різні роки внаслідок російської збройної агресії[1].
- Відзнака «За заслуги перед Новоград-Волинським районом» (2022; посмертно)[2]
- Його портрет розміщено на меморіалі «Стіна пам'яті полеглих за Україну» в Києві: секція 2, ряд 3, місце 35.
- 20 листопада 2015 на фасаді Гульської загальноосвітньої школи відкрили пам'ятну дошку Луцьку Богдану Вікторовичу.[3]